# 文庫本
文庫本（日语：文庫本）是日本一種圖書出版形式，這是一種預計有大量讀者購買的小型平裝叢書。文庫本多以A6（相当于中国大陆的大64开和台湾的菊32开）紙張出版，價格也低於市面上同樣大小的書籍。雖然出版的版本大小有所不同，但是文庫本與英美等國流行的平裝書等普及版圖書在本質上是一樣。
1927年創刊的岩波文庫以普及古代經典為目的而發行，戰後許多出版社也推出類似的叢書。文庫本最早是以編纂發行已出版書籍為主，但後來也激發了專門的文庫本寫作。

## 歷史

### 名詞定義之開端
文庫一詞本義是收藏圖書的書庫。到了明治時期，出版社將預期讀者會大量購入或是會收集整套的文集、丛书等命名為文庫，形成了一種近代出版界的獨特用語。最初冠上文庫之名的是1893年創刊的「帝國文庫」(博文館)，但此丛书全都是以四六判(約現代A5大小)印刷、全冊1000頁以上的精裝本。與現代對於文庫本的廉價輕便印象相去甚遠。

### 版本樣式的開端
有許多記事介紹日本文庫本的開端是1927年以德國雷克拉姆文庫為範本創刊的岩波文庫，但若將文庫定義為「經典名作的小型廉價普及版」，開端應是1903年創刊的袖珍名著文庫（冨山房）。理由是這個文庫也是受德國雷克拉姆文庫、或カッセル文庫的刺激而誕生，並且是以豪華本帝國文庫的廉價版來普及名作為目的。此外袖珍這個版型與現代文庫是幾乎相同的。另一方面，時代更早的民友社出版國民叢書也是同樣的規格，但他們收錄的是初次發表的新作、海外著作翻譯等時事內容。明治、大正時期的文庫則是以集中了說書等1911年創刊的立川文庫（立川文明堂）最受歡迎，造成群起效尤的仿造者、對後世的大眾文學產生巨大影響。

### 確立與流行擴散
將文庫出版這一形式固定在現代日本的是岩波文庫。在岩波文庫獲得成功以後，許多出版社跟著堆出了新潮文庫、改造文庫、現代教養文庫等出版書籍，但全部是以便宜提供世界經典名著為目的。新潮文庫雖是先於岩波文庫創刊，但由於岩波創刊時已經廢刊，因此在岩波之後再刊的稱為第二新潮文庫。
戰後春陽堂文庫、新潮文庫復刊，角川文庫、国民文庫等創刊，迎來第2次文庫熱潮。1970年代時大手出版社也開始進軍文庫，誕生了講談社文庫、中公文庫、文春文庫、集英社文庫、ハヤカワ文庫等現在也持續出刊的文庫（第3次）。1980年代中文庫開始多樣化，一方面是光文社文庫、河出文庫、ちくま文庫等，另一方面也出現了PHP文庫、知的生きかた文庫、ワニ文庫等著重於實用內容的文庫（第4次）。大手出版社也開始細分文庫，出現了講談社学術文庫和角川ソフィア文庫等。到平成時期幻冬舎文庫、ハルキ文庫等創刊，許多出版社推出了各式不同種類的文庫（第5次）。

### 文庫風潮的變遷
第1次
因一日圓書風潮的反作用，1927年（昭和2年）岩波文庫出版，帶出改造文庫、春陽堂文庫、新潮文庫等引起文庫風潮。
第2次
1949年（昭和24年） - 1952年（昭和26年）：角川文庫、現代教養文庫、市民文庫、アテネ文庫等創刊。
第3次
1971年（昭和46年） - 1973年（昭和48年）：講談社文庫、中公文庫、文春文庫、集英社文庫等出版，引起戰後第2次文庫風潮。
第4次
1984年（昭和59年） - 1985年（昭和60年）：光文社文庫、徳間文庫、PHP文庫、ちくま文庫、ワニ文庫、講談社X文庫、講談社L文庫、廣済堂文庫、祥伝社ノンポシェット、福武文庫創刊。
第5次
1996年（平成8年） - 1997年（平成9年）：幻冬舎文庫、ハルキ文庫、小学館文庫等創刊。

## 装幀
昭和以後用來稱呼廉價、形狀便於攜帶，並且以普及為目的出版的小型書本。因此在現代說起文庫，大多時候都是指這種小型書。
以文庫型態所出版的出版物，一般是A6規格105×148mm來裝訂的平裝書（softcover）。這個樣式的書也被稱為「文庫本」，和新書同樣類似於歐美的平裝書，且與平裝書同樣最開始並沒有護封，多數文庫在戰後才開始有護封，岩波文庫的文庫本則是直到1983年才有護封。岩波少年文庫、角川つばさ文庫和フォア文庫等童書文庫規格多是高約18cm的大尺寸。此外，ハヤカワ文庫是從中途開始變更成比一般文庫稍高的高16cm尺寸。
現在的文庫本大多會把天（書的上側）整齊裁切掉，但岩波文庫和新潮文庫則沒有這類設計（天毛邊），因此內頁邊緣會有些參差不齊。不裁切的原因，前者是「為了醞釀出法裝書那樣的時尚風」，而後者則是「因為是先裝訂書籤，才沒辦法裁切」。

## 來源

### 相關文獻
- 鈴木徳三. . 大妻女子大学文学部紀要18 (大妻女子大学). 1986-03  [2017-05-05]. （原始内容存档于2020-04-15）. NAID 110000128274
- 鈴木徳三. . 大妻女子大学文学部紀要19 (大妻女子大学). 1987-03  [2017-05-05]. （原始内容存档于2020-04-15）. NAID 110000128287
- 鈴木徳三. . 大妻女子大学文学部紀要20 (大妻女子大学). 1988-03  [2017-05-05]. （原始内容存档于2020-04-15）. NAID 110000128313

## 關聯條目
- 文庫集
- 單行本
- 叢書
- 新書
- 選集
- 平裝書